# Tier- und Freizeitpark Thüle
Koordinaten: 52° 57′ 30,7″ N, 7° 55′ 8,8″ O
Der Tier- und Freizeitpark Thüle in der Nähe von Friesoythe (Niedersachsen) ist ein Zoo und Freizeitpark in Norddeutschland. Der Park hat nach einer Erweiterung eine Fläche von 17 Hektar und liegt im Erholungsgebiet der Thülsfelder Talsperre.
Das Angebot richtet sich vor allem an Familien mit Kindern. Es werden 156 Tierarten aus aller Welt gezeigt und verschiedene Fahrgeschäfte und Spielgeräte sorgen für Zeitvertreib.

## Gründungsgeschichte
Die Gründung im Jahre 1965 geht auf Theodor und Elisabeth Grothaus zurück, die auf ihrem in Thüle gelegenen Bauernhof mit einer reinen Hobbyhaltung von Rehen, Hirschen, Fasanen, Pfauenvögeln und Wildschweinen begannen. Im Laufe der Zeit wuchs die Zahl der Wildtiere auf dem Bauernhof stetig an, so dass sich die Familie entschied, eine abseits vom Hof gelegene landwirtschaftliche Fläche für die Unterbringung der Tiere zu nutzen. Das war die Geburtsstunde des heutigen Tier- und Freizeitparks Thüle.

## Der Tierpark

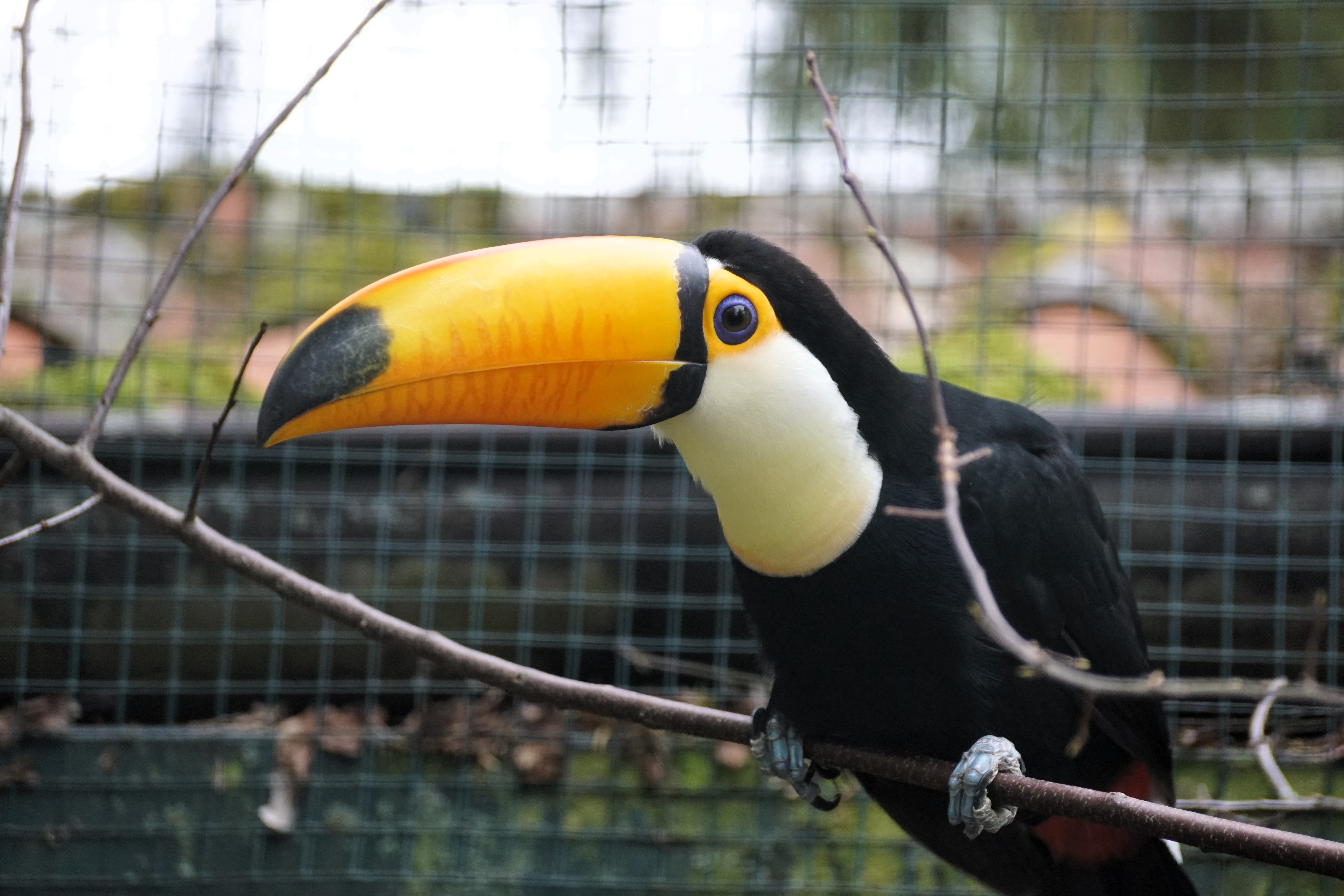
Riesentukan (Ramphastos toco)

In den Gehegen und Volieren sind diverse Vogelarten zu sehen, darunter Riesentukane, Rosaflamingos, Rotgesicht-Hornraben, Silberwangen-Hornvögel sowie Papageien wie Rotbugamazonen, Bechsteinaras und Scharlacharas.
Des Weiteren werden verschiedene Säugetierarten gezeigt, etwa Mähnenspringer, Axishirsche, Blessböcke und Formosa-Muntjaks. Ein besonders herausragendes Merkmal ist der umfangreiche Bestand an Krallenaffen mit 11 verschiedenen Arten.
In der Tropenhalle, dem sogenannten Madagaskarhaus, können Besucher bei 23 °C und einer Luftfeuchtigkeit von 60 % verschiedene Tropenbewohner sehen, darunter Madagaskar-Großkopfgeckos, Große Taggeckos und die Südliche Madagaskarboa. Auch die Fossa, eine auf Madagaskar endemisch lebende Raubtierart, ist hier beheimatet.
Weitere Tierarten sind der Transvaal-Löwe aus den Savannen Südafrikas, der Ussuri-Kragenbär aus den Wäldern der Ussuri-Region in Ostasien und die Zwergotter aus einem weiten Verbreitungsgebiet von Indien bis zu den südlichen Philippinen.

### Achterbahnen
| Name               | Typ                                 | Hersteller      | Eröffnungsjahr |
| ------------------ | ----------------------------------- | --------------- | -------------- |
| Drachen-Achterbahn | Familienachterbahn                  | Zierer          | 1998           |
| Hilly-Billy-Race   | Kinderachterbahn                    | Gerstlauer      | 2017           |
| Schmetterling      | Familienachterbahn, Shuttle Coaster | Sunkid          | 2019           |
| Lost World         | Powered Coaster                     | Wiegand         | 2022           |
| Unbekannt          | Familienachterbahn                  | ART Engineering | 2026 (im Bau)  |

#### Ehemalige Achterbahnen
| Name       | Typ                                 | Hersteller | Eröffnung | Schließung |
| ---------- | ----------------------------------- | ---------- | --------- | ---------- |
| Pendelbahn | Familienachterbahn, Shuttle Coaster | Sunkid     | 1987      | 2018       |

Bilder des Tier- und Freizeitparks Thüle
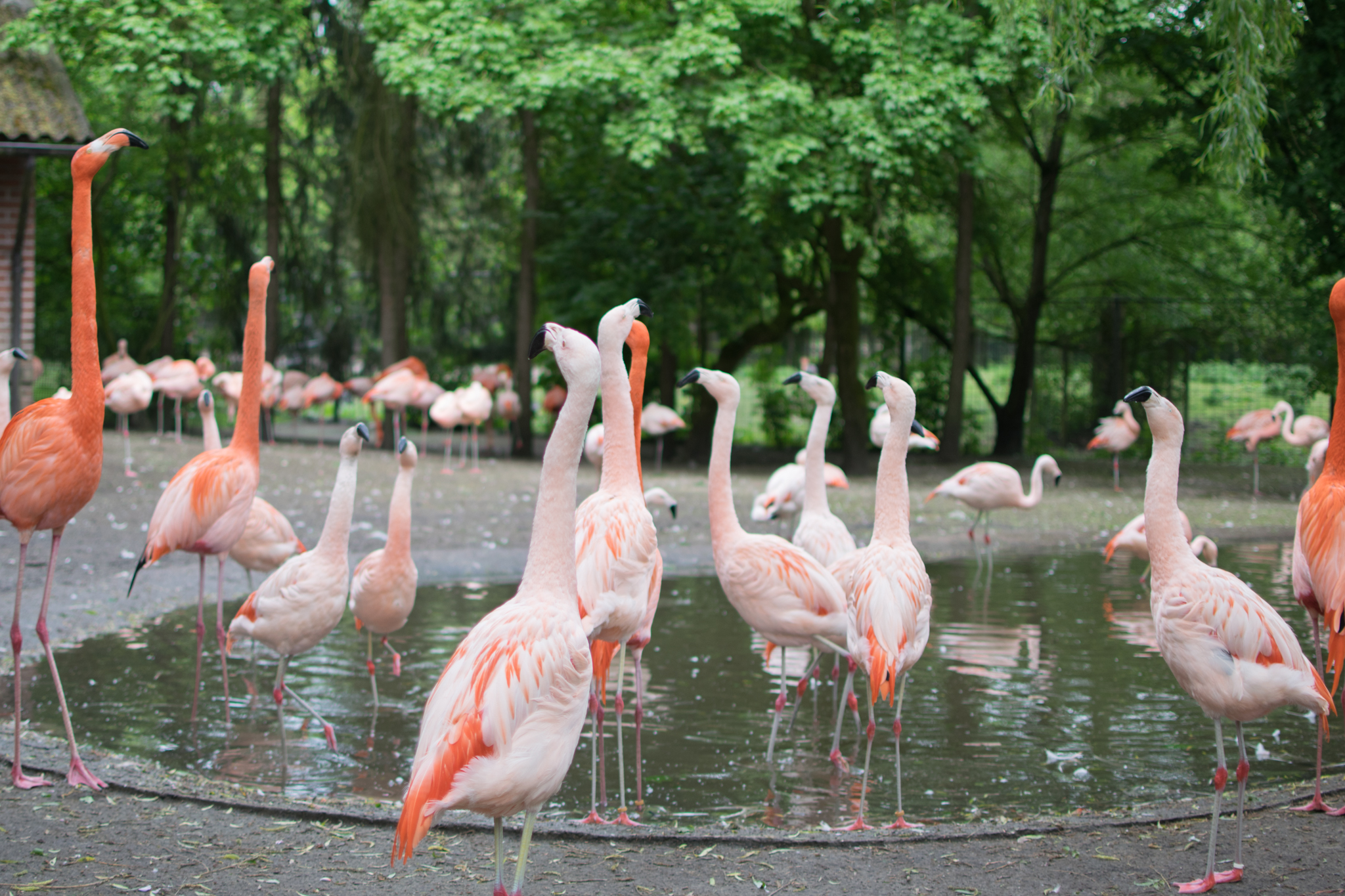
Die Chileflamingos
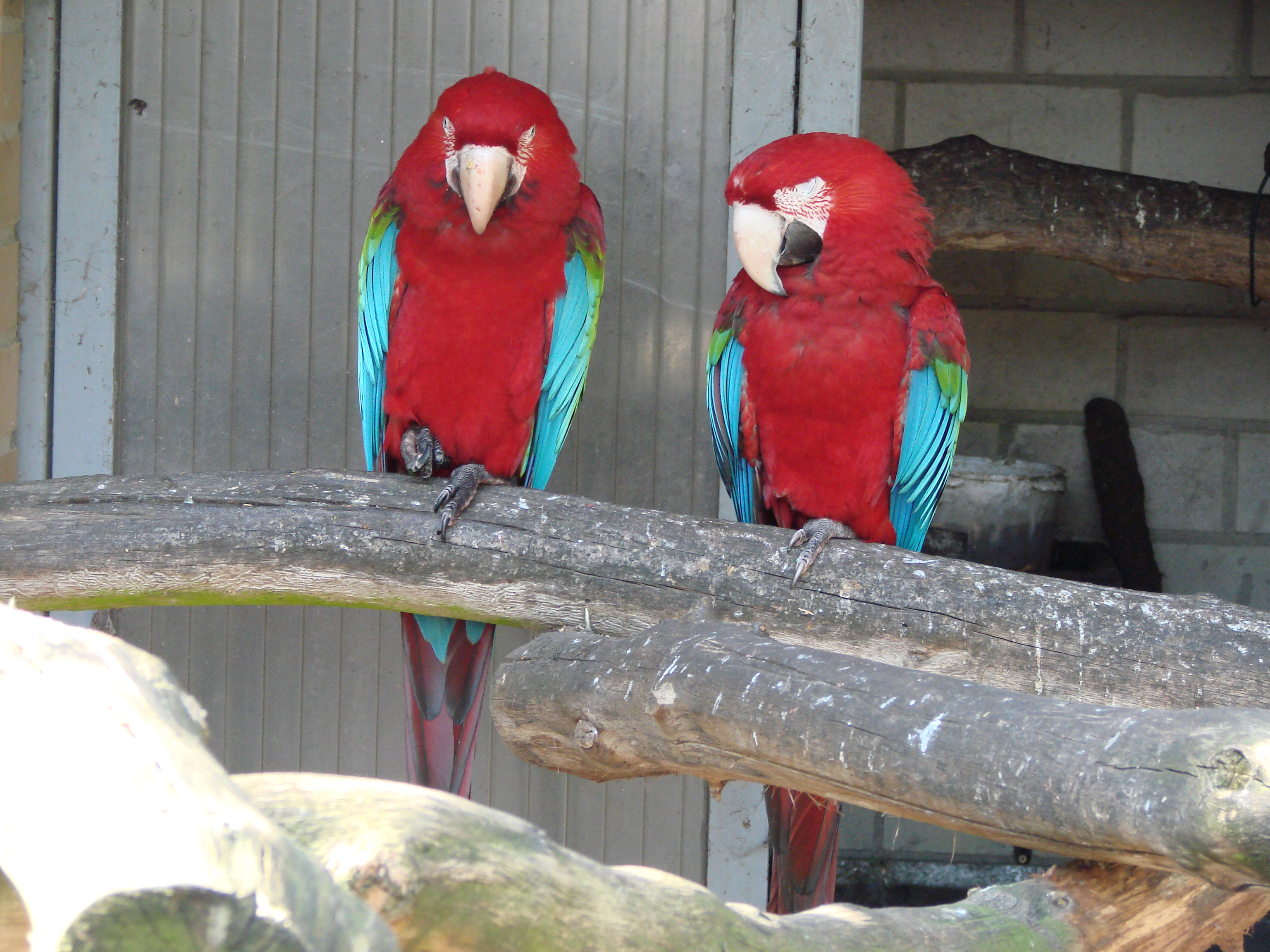
Ara chloropterus
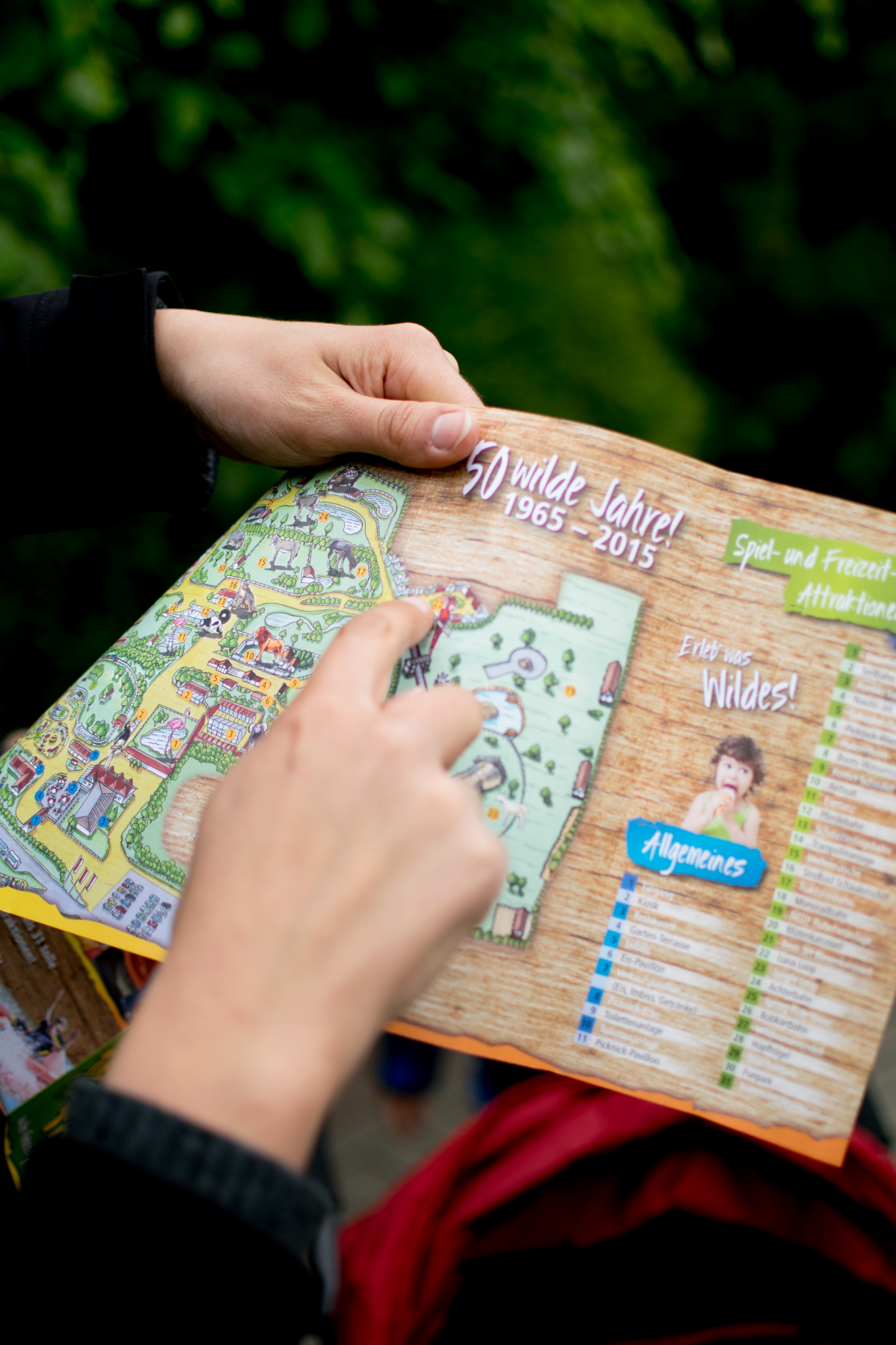
Besucher mit Lageplan
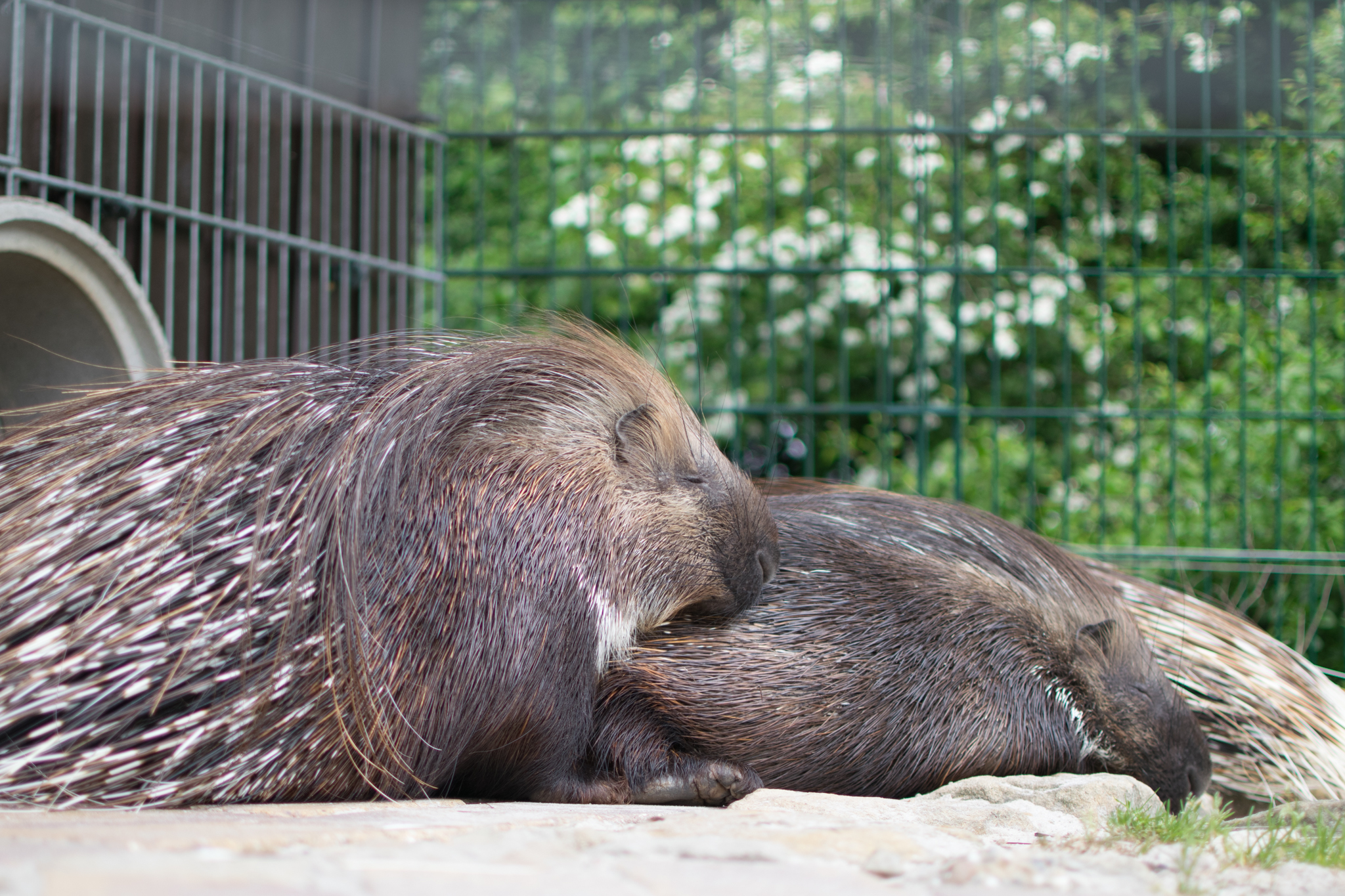
Stachelschweine
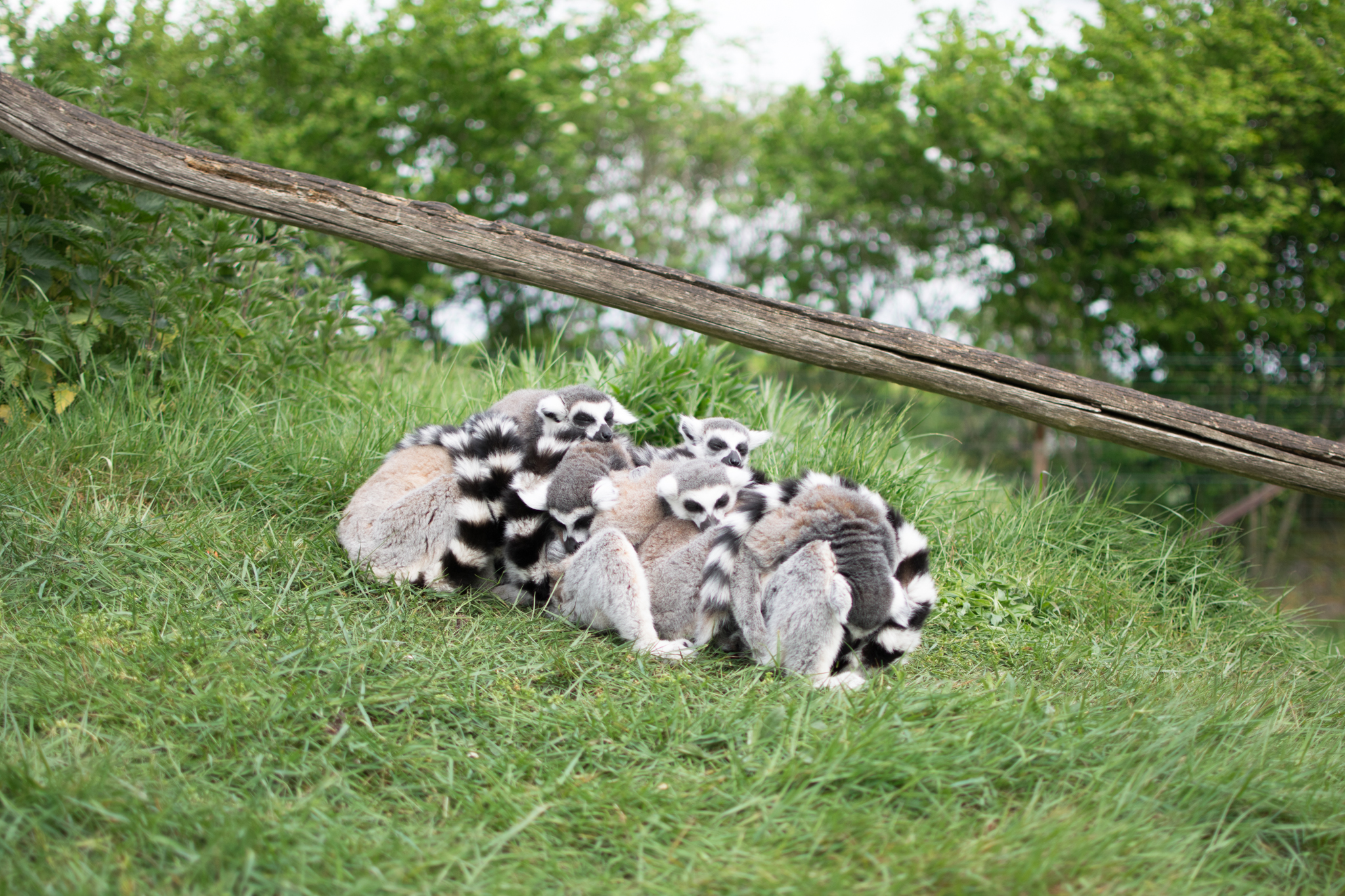
Kattas